# Cephonodes titan
Cephonodes titan là một loài bướm đêm thuộc họ Sphingidae. Nó được tìm thấy ở Ambon.
Nó là loài lớn nhất trong chi Cephonodes. Phía trên đầu, bụng màu đen.